# 801 Grand
801 Grand je neboder s 45 katova koji se nalazi u Des Moinesu, glavnom gradu američke savezne države Iowa. Gradio se u razdoblju između 1989. i 1991. te je sa 192 metra visine, najviša zgrada u Iowi. Bivši naziv zgrade je The Principal Building.
801 Grand je u postmodernističkom stilu dizajnirao arhitektonski ured Hellmuth, Obata & Kassabaum. Kao materijali za izradu fasade korišteni su granit, bakar i aluminij.
Zgrada je smještena u centru grada između 8. i 9. ulice. U njoj se nalaze poslovni prostori koje uglavnom koristi financijska tvrtka Principal Financial Group koja je ujedno u vlasnik zgrade. Na donja tri kata nebodera nalazi se i restoran.
Također, 801 Grand je poznat po godišnjoj humanitarnoj utrci 801 Grand Power Climb koju organizira američka volonterska zdravstvena organizacija American Lung Association. Na njoj se sudionici natječu u trčanju na vrh zgrade preko stubišta.